# 2022年温哥华市政选举
2022年溫哥華市政選舉於2022年10月15日舉行，  與卑詩省各地的市政选举相同。选民以領先者當選制度選出溫哥華市長。10名市议员、7名公園局委员和9名學務委員則通过全民简单多数投票选举产生。 此外，选民还需就3个有关资本计划的问题進行公投。 
全市共有171,494名选民参加了投票。優化城市黨的所有候選人皆告當選。

## 背景
甘迺迪·史都華在2018年市選中当选，接替放棄連任的市长羅品信 。 當時，史都華以略低於1,000票的优势击败無黨派協會候選人沈觀健 ，並於2018年11月5日宣誓就職。 在和市長選舉同日举行的市议会选举中，没有任何一个政党获得多數議席。
此次選舉定於2022年10月15日举行，也就是與卑詩省所有其他市政选举同日舉行。  18岁以上的加拿大公民均有资格投票。选民们投票选举市长、市议会、公园委员会委员、学校董事会成员，以及關於3項资本计划的公投。 
在2018-2022年任期内，无党派协会(NPA) 经历了内部冲突，其5名市议员中有4名离开了党团，先以獨立議員身份議政，然后加入新政党。议员们指出，该党首任市长候选人莊古博（John Coupar）的提名程序缺乏公开，透明度也不够。  除了议员外，無黨派協會的3名學務委員也因該冲突离开了该党。 